# The Stings of Conscience
The Stings of Conscience är det amerikanska metalcorebandet Unearths debutalbum. Det släpptes i januari 2001 på skivbolaget Eulogy Recordings och var bandets enda skiva på denna etikett. Skivan har senare återutgivits på samma bolag.
Skivan producerades av Adam Dutkiewicz (Killswitch Engage). Det är bandets enda album med basisten Chris "Rover" Rybicki och trummisen Mike Rudberg.
En musikvideo till Låten "One Step Away" spelades in.

## Låtlista
1. "My Heart Bleeds No Longer" – 3:36
2. "One Step Away" – 3:16
3. "Fuel the Fire" – 3:44
4. "Only the People" – 3:46
5. "Stings of Conscience" – 5:05
6. "My Desire" – 5:00
7. "Vanishment" – 3:47
8. "Shattered by the Sun" – 3:52
9. "Monition" – 4:58
10. "Stronghold" – 3:22

## Medverkande
Musiker
- Trevor Phipps – sång
- Buz McGrath – gitarr
- Ken Susi – gitarr
- Chris "Rover" Rybicki – basgitarr
- Mike Rudberg – trummor

Produktion
- Adam Dutkiewicz – producent, inspelningstekniker
- Jeremy Staska – mastering
- Samantha Hill – omslagskonst
- Mike D'Antonio – bandlogotyp